# 凯沙伊德
凯沙伊德是德国莱茵兰-普法尔茨州的一个市镇。总面积4.82平方公里，总人口131人，其中男性71人，女性60人（2011年12月31日），人口密度27人/平方公里。